# Drosophila acanthomera
Drosophila acanthomera este o specie de muște din genul Drosophila, familia Drosophilidae, descrisă de Tsacas în anul 2001. Conform Catalogue of Life specia Drosophila acanthomera nu are subspecii cunoscute.